# Mamadou Ba
Mamadou Ba est un footballeur sénégalais né le 8 mai 1985 à Dakar. Il joue actuellement en Primeira Liga pour le club de Boavista au poste de gardien de but.
Il est international sénégalais.